# Бахтадзе Михайло Отарович
Михайло Отарович Бахтадзе (29 вересня 1953, місто Тбілісі, тепер Грузія) — радянський діяч, секретар парткому Тбіліського камвольно-суконного комбінату. Член Центральної контрольної комісії КПРС та член Президії ЦКК КПРС у 1990—1991 роках.

## Життєпис
Народився в родині службовця. З 1970 по 1971 рік працював допоміжним робітником.
З 1971 по 1973 рік служив у Радянській армії.
У 1973—1974 роках — допоміжний робітник у Тбілісі.
З 1974 року — слюсар Тбіліського електровозобудівного заводу імені Леніна; слюсар «Грузголовенерго» в Тбілісі; слюсар Тбіліської дорожньо-експлуатаційної контори; слюсар Тбіліського камвольно-суконного комбінату.
У 1980 році закінчив Грузинський політехнічний інститут імені Леніна в Тбілісі.
У 1980—1985 роках — змінний майстер, старший майстер відділу Тбіліського камвольно-суконного комбінату.
Член КПРС з 1981 року.
У 1985—1987 роках — інспектор Первомайського районного комітету народного контролю міста Тбілісі.
У 1987—1991 роках — секретар партійного комітету (парткому) Тбіліського камвольно-суконного комбінату.
З 1991 року — заступник генерального директора Тбіліського камвольно-суконного комбінату «Сакартвело».
Подальша доля невідома.